# Bulgarije op de Olympische Winterspelen 2002
Tijdens de Olympische Winterspelen van 2002, die in Salt Lake City (Verenigde Staten) werden gehouden, nam Bulgarije voor de zestiende keer deel.

## Medailleoverzicht
| Sport      | Olympiër           | Discipline              | Medaille |
| ---------- | ------------------ | ----------------------- | -------- |
| Shorttrack | Evgenja Radanova   | 500 m (v)               | Zilver   |
| Shorttrack | Evgenja Radanova   | 1500 m (v)              | Brons    |
| Biatlon    | Irina Nikoeltsjina | 10 km achtervolging (v) | Brons    |

## Deelnemers en resultaten
(m) = mannen, (v) = vrouwen 

### Alpineskiën
| Olympiër          | Discipline       | Resultaat | Prestatie                                                        |
| ----------------- | ---------------- | --------- | ---------------------------------------------------------------- |
| Stefan Georgiev   | reuzenslalom (m) | 38e       | 2.33,01 (+9,73) — 1.18,01+1.15,00                                |
| Stefan Georgiev   | slalom (m)       | dnf-1     | opgave run 1                                                     |
| Stefan Georgiev   | combinatie (m)   | 16e       | 3.29,39 (+11,83) afdaling: 1.44,25 slalom: 1.45,14 — 49,63+55,51 |
| Angel Poempalov   | slalom (m)       | 23e       | 1.51,93 (+10,87) — 53,72+58,21                                   |
| Angel Poempalov   | combinatie (m)   | dq-a      | diskwalificatie afdaling                                         |
|                   |                  |           |                                                                  |
| Nadezjda Vasileva | reuzenslalom (v) | 42e       | 2.44,43 (+14,42) — 1.22,89+1.21,54                               |
| Nadezjda Vasileva | slalom (v)       | 28e       | 1.59,04 (+12,94) — 59,59+59,45                                   |

### Biatlon
| Olympiër                                                                     | Discipline                | Resultaat | Prestatie |
| ---------------------------------------------------------------------------- | ------------------------- | --------- | --- |
| Georgi Kasabov                                                               | 10 km sprint (m)          | 60e       | 27.55,8 (+3.04,5) pen.: 1 (0 + 1) |
| Georgi Kasabov                                                               | 12,5 km achtervolging (m) | 56e       | +8.03,9 pen.: 7 (1 + 3 + 2 + 1) |
| Georgi Kasabov                                                               | 20 km (m)                 | 65e       | 59.16,1 (+8.12,8) pen.: 4 (2 + 1 + 0 + 1) |
|                                                                              |                           |           | |
| Jekaterina Dafovska                                                          | 7,5 km sprint (v)         | 15e       | 22.17,7 (+1.36,3) pen.: 2 (0 + 2) |
| Jekaterina Dafovska                                                          | 10 km achtervolging (v)   | 10e       | +1.14,9 pen.: 2 (0 + 1 + 1 + 0) |
| Jekaterina Dafovska                                                          | 15 km (v)                 | 5e        | 48.15,5 (+46,4) pen.: 1 (0 + 1 + 0 + 0) |
| Pavlina Filipova                                                             | 7,5 km sprint (v)         | 17e       | 22.20,6 (+1.39,2) pen.: 1 (0 + 1) |
| Pavlina Filipova                                                             | 10 km achtervolging (v)   | 12e       | +1.27,4 pen.: 2 (0 + 0 + 2 + 0) |
| Pavlina Filipova                                                             | 15 km (v)                 | 20e       | 50.47,5 (+3.18,4) pen.: 3 (2 + 0 + 0 + 1) |
| Iva Karagiozova                                                              | 7,5 km sprint (v)         | 41e       | 23.18,0 (+2.36,6) pen.: 1 (0 + 1) |
| Iva Karagiozova                                                              | 10 km achtervolging (v)   | dns       | niet gestart |
| Iva Karagiozova                                                              | 15 km (v)                 | 32e       | 51.59,3 (+4.30,2) pen.: 2 (1 + 1 + 0 + 0) |
| Irina Nikoeltsjina                                                           | 7,5 km sprint (v)         | 11e       | 21.57,0 (+1.15,6) pen.: 2 (1 + 1) |
| Irina Nikoeltsjina                                                           | 10 km achtervolging (v)   | Brons     | +8,1 pen.: 2 (0 + 0 + 0 + 2) |
| Irina Nikoeltsjina                                                           | 15 km (v)                 | 43e       | 53.16,7 (+5.47,6) pen.: 6 (3 + 2 + 0 + 1) |
| Team Pavlina Filipova Irina Nikoeltsjina Iva Karagiozova Jekaterina Dafovska | 4x7,5 km estafette (v)    | 4e        | 1:29.25,8 (+1.30,8) pen.: 0-13 22.11,9 pen.: 0-4 (0-1 + 0-3) 21.44,1 pen.: 0-3 (0-0 + 0-3) 23.29,2 pen.: 0-3 (0-0 + 0-3) 22.00,6 pen.: 0-3 (0-1 + 0-2) |

### Bobsleeën
| Olympiër                      | Discipline                | Resultaat | Prestatie                                       |
| ----------------------------- | ------------------------- | --------- | ----------------------------------------------- |
| Stefan Vasilev Miroslav Danov | 2-mansbob (m) Bulgarije I | 32e       | 3.18,02 (+7,91) (49,77 / 49,35 / 49,48 / 49,42) |

### Kunstrijden
| Olympiër                       | Discipline | Resultaat | Prestatie                                             |
| ------------------------------ | ---------- | --------- | ----------------------------------------------------- |
| Ivan Dinev                     | mannen     | 13e       | 20,0 p. (korte kür: 12 - lange kür: 14)               |
| Albena Denkova Maksim Staviski | ijsdansen  | 7e        | 14,0 p. (verpl.1: 7 - verpl.2: 7 - org.: 7 - vrij: 7) |

### Langlaufen
| Olympiër          | Discipline                    | Resultaat | Prestatie                                                       |
| ----------------- | ----------------------------- | --------- | --------------------------------------------------------------- |
| Slavtsjo Batinkov | sprint (m)                    | 58e       | dnq, kwal.:3.14,21 (+24,14)                                     |
| Slavtsjo Batinkov | 15 km klassiek (m)            | dnf       | opgave                                                          |
| Slavtsjo Batinkov | achtervolging 10 km+10 km (m) | 72e       | niet geplaatst vrije stijl (klassiek:32.12,6 + vrije stijl:dnq) |
| Ivan Bajrakov     | sprint (m)                    | 61e       | dnq, kwal.:3.18,97 (+28,90)                                     |
| Ivan Bajrakov     | 15 km klassiek (m)            | 60e       | 45.41,2 (+8.33,8)                                               |
| Ivan Bajrakov     | achtervolging 10 km+10 km (m) | 70e       | niet geplaatst vrije stijl (klassiek:31.17,1 + vrije stijl:dnq) |

### Schansspringen
| Olympiër       | Discipline              | Resultaat | Prestatie                                           |
| -------------- | ----------------------- | --------- | --------------------------------------------------- |
| Georgi Zjarkov | normale schans ind. (m) | 57e       | kwalificatie 45e — uitgeschakeld: 73,5 p. (76,5 m)  |
| Georgi Zjarkov | grote schans ind. (m)   | 53e       | kwalificatie 39e — uitgeschakeld: 101,0 p. (75,3 m) |

### Shorttrack
| Olympiër                                                        | Discipline           | Resultaat | Prestatie                                                                         |
| --------------------------------------------------------------- | -------------------- | --------- | --------------------------------------------------------------------------------- |
| Miroslav Bojadzjiev                                             | 500 m (m)            | 25e       | dnq, vr 7 (4e): 43,462                                                            |
| Miroslav Bojadzjiev                                             | 1000 m (m)           | 26e       | dnq, vr 1 (4e): 1.32,421                                                          |
| Miroslav Bojadzjiev                                             | 1500 m (m)           | 11e       | B-finale: 2.29,307, hf 1 (4e): 2.23,468, vr 5 (3e): 2.22,082                      |
| Asen Pandov                                                     | 500 m (m)            | 31e       | dnq, vr 1 (4e): 1.17,124                                                          |
| Kiril Pandov                                                    | 1000 m (m)           | 25e       | dnq, vr 7 (4e): 1.31,842                                                          |
| Kiril Pandov                                                    | 1500 m (m)           | 27e       | dnq, vr 3 (5e): 2.27,730                                                          |
|                                                                 |                      |           |                                                                                   |
| Marina Georgieva                                                | 500 m (v)            | 15e       | dnq, kf 2 (4e): 46,422, vr 1 (2e): 45,916                                         |
| Marina Georgieva                                                | 1500 m (v)           | 18e       | dnq, vr 4 (4e): 2.33,362                                                          |
| Anna Krasteva                                                   | 1000 m (v)           | 18e       | dnq, vr 4 (3e): 1.39,195                                                          |
| Evgenja Radanova                                                | 500 m (v)            | Zilver    | Finale: 44,252, hf 2 (1e): 44,686, kf 3 (1e): 44,780, vr 5 (2e): 45,195           |
| Evgenja Radanova                                                | 1000 m (v)           | 5e        | B-finale: 1.34,702, hf 2 (4e): 1.35,607, kf 2 (2e): 1.36,727, vr 2 (1e): 1.49,496 |
| Evgenja Radanova                                                | 1500 m (v)           | Brons     | Finale: 2.31,723, hf 1 (2e): 2.31,194, vr 3 (1e): 2.32,821                        |
| Marina Georgieva Anna Krasteva Evgenja Radanova Daniela Vlajeva | 3000 m aflossing (v) | 6e        | B-finale: 4.20,703, hf 2 (3e): 4.25,877                                           |

Amerikaanse Maagdeneilanden · Andorra · Argentinië · Armenië · Australië · Azerbeidzjan · België · Bermuda · Bosnië en Herzegovina · Brazilië · Bulgarije · Canada · Chili · China · Chinees Taipei · Costa Rica · Cyprus · Denemarken · Duitsland · Estland · Fiji · Finland · Frankrijk · Georgië · Griekenland · Groot-Brittannië · Hongarije · Hongkong · Ierland · IJsland · India · Iran · Israël · Italië · Jamaica · Japan · Joegoslavië · Kameroen · Kazachstan · Kenia · Kirgizië · Kroatië · Letland · Libanon · Liechtenstein · Litouwen · Macedonië · Mexico · Moldavië · Monaco · Mongolië · Nederland · Nepal · Nieuw-Zeeland · Noorwegen · Oekraïne · Oezbekistan · Oostenrijk · Polen · Roemenië · Rusland · San Marino · Slovenië · Slowakije · Spanje · Tadzjikistan · Thailand · Trinidad en Tobago · Tsjechië · Turkije · Venezuela · Verenigde Staten · Wit-Rusland · Zuid-Afrika · Zuid-Korea · Zweden · Zwitserland

Uitgesloten van deelname: Puerto Rico